# Applaus (Film)

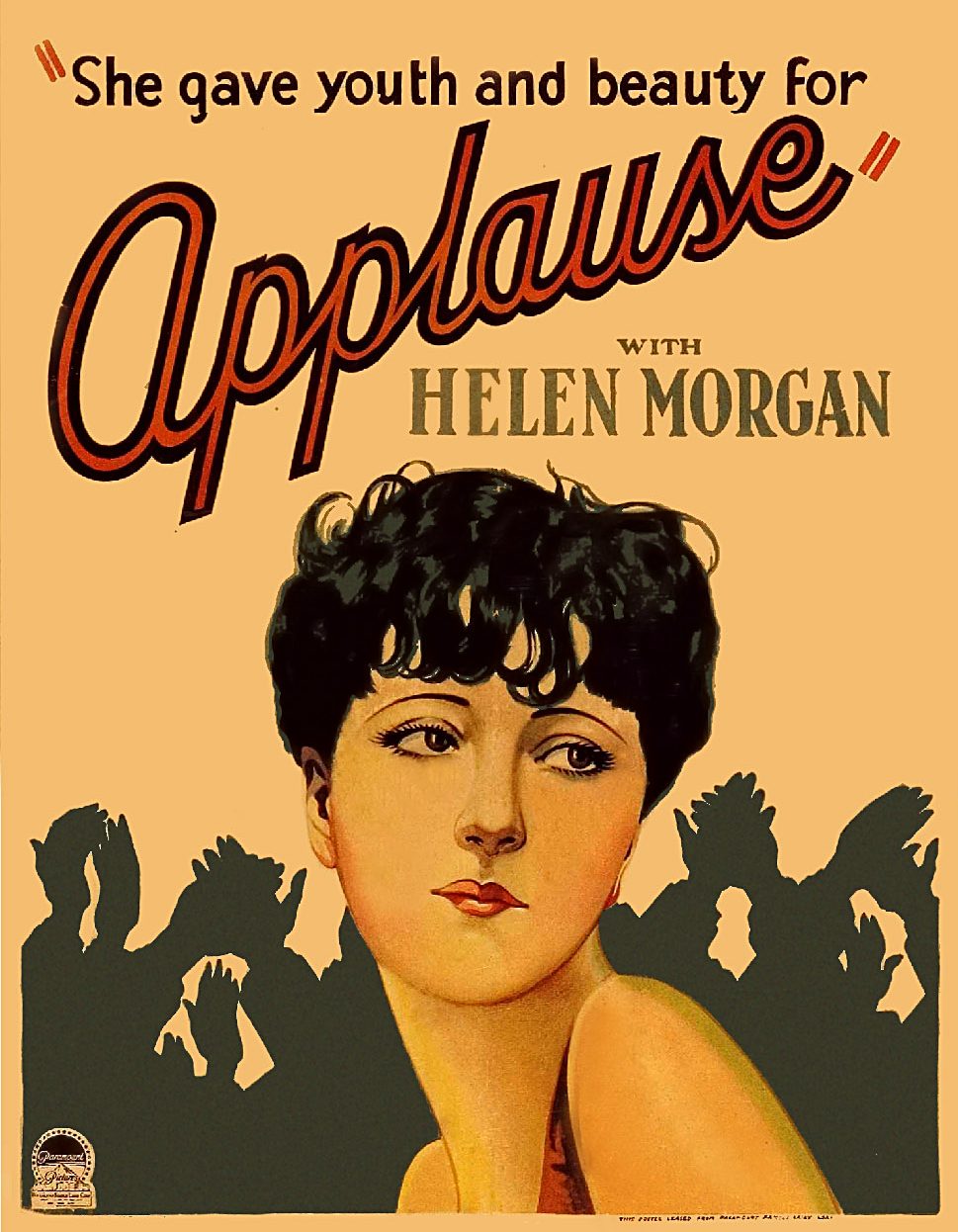
Filmposter

Applaus ist ein US-amerikanisches Filmmelodram aus dem Jahr 1929 und die erste Regiearbeit von Rouben Mamoulian. Die Hauptdarstellerin Helen Morgan gibt hier ebenfalls ihr Debüt beim Film. Das Drehbuch basiert auf dem gleichnamigen Roman von Beth Brown. Die Uraufführung fand am 4. Januar 1930 in New York City statt. In Deutschland erschien der Film erstmals am 15. April 1973 als Fernsehausstrahlung im dritten Programm des Bayerischen Rundfunks.

## Handlung
Die Varietékünstlerin Kitty Darling wird Mutter einer Tochter. Ihr Ehemann ist kurz vor der Geburt des Kindes gestorben. Einige Jahre später lehnt sie den Heiratsantrag ihres Freundes King ab, weil sie Karriere am Broadway machen will. Den Vorschlag, ihre Tochter April auf eine Klosterschule zu schicken, nimmt sie jedoch an. 
Jahre später ist Kitty dem Alkohol verfallen. Sie träumt aber weiter von einer Bühnenkarriere. Sie ist nun mit dem Frauenheld Hitch Nelson zusammen. Als er herausbekommt, dass Kitty Geld für Aprils Ausbildung bekommt, will er sie von der Schule holen lassen. Die mittlerweile 17 Jahre alte April ist abgestoßen vom Theaterumfeld. Doch sie liebt ihre Mutter und will bei ihr bleiben. Sie lernt den Matrosen Tony kennen und verliebt sich in ihn. Kitty freut sich für April, doch Hitch ist verärgert. Er will April zum Bühnenstar machen, weil Kittys Karriere zu Ende geht. Kitty merkt, dass Hitch sie nur benutzt hat. Sie schickt April zu Tony und nimmt eine Überdosis Schlaftabletten. Doch April verlässt Tony, um zu ihrer Mutter zurückzukehren. Kitty ist nicht in der Lage ihren Auftritt durchzuführen, so dass April sie vertritt. Sie hat großen Erfolg, doch noch auf der Bühne bricht sie in Tränen aus. Tony, der nicht glaubt, dass April ihn wirklich verlassen will, eilt zu April. Er und April wollen mit Kitty nach Wisconsin ziehen. Doch Kitty ist mittlerweile verstorben.

## Kritiken
Das Lexikon des Internationalen Films beschreibt diesen Film als „gefühlvolles frühes Tonfilm-Melodram; Rouben Mamoulian verrät schon bei seinem Regiedebüt durch den innovativen Einsatz von Kamera und Ton inszenatorisches Talent für das neue Medium.“

## Auszeichnungen
2006 wurde der Film ins National Film Registry des National Film Preservation Board aufgenommen.

## Hintergrund
Der Film ist einer der 700 Produktionen von Paramount Pictures, die zwischen 1929 und 1949 gedreht wurden und deren Fernsehrechte 1958 an Universal Pictures verkauft wurden.
Bis auf Dorothy Cumming, die hier letztmals vor der Kamera stand, war es für alle Schauspieler das Debüt beim Film. 